# 鬼魅
《鬼魅》（韓語：장화, 홍련）是一部2003年上映的韓國恐怖片，由金知雲編劇及執導，林秀晶、廉晶雅、金甲洙、文瑾瑩主演。該片是古典怪談《薔花紅蓮傳》第6次電影改編，此前在1924年、1936年、1956年、1962年和1972年被改編成電影。電影通過講述兩姐妹與繼母、父親一起住在被鬼神附身的孤零零的房子裡發生的恐怖事件，揭露隱藏在家庭關係中的秘密，於2003年6月13日在韓國上映。

## 演員陣容

### 主要人物
- 林秀晶 饰演 裴秀美
- 廉晶雅 饰演 許恩珠
- 金甲洙 飾演 武賢
- 文瑾瑩 饰演 裴秀妍

### 其他人物
- 朴美賢 飾演 親生母親
- 禹基洪（朝鲜语：우기홍） 飾演 善圭
- 李勝妃 飾演 美姬
- 李對淵 飾演 醫生
- 盧勝鎮 飾演 黃院長
- 宋仁赫 飾演 張氏
- 李英實 飾演 大嬸

## 反響

### 票房
台灣方面，最終全台票房為新台幣2500萬元，於2003－2016年間維持了13年的韓國電影在台票房最高紀錄。

### 翻拍
美國翻拍版電影，於2009年1月30日在美國及英國上映。

## 獎項榮譽

### 頒獎禮
| 年份   | 頒獎禮                    | 獎項           | 入圍者         | 結果 |
| ------ | ------------------------- | -------------- | -------------- | ---- |
| 2003年 | 第2屆大韓民國電影大獎     | 最佳美術       | 曹近鉉         | 獲獎 |
| 2003年 | 第2屆大韓民國電影大獎     | 最佳新人女演員 | 林秀晶         | 獲獎 |
| 2003年 | 第2屆大韓民國電影大獎     | 最佳音響設計   | 崔泰榮、姜慶漢 | 獲獎 |
| 2003年 | 第2屆大韓民國電影大獎     | 最佳照明       | 吳勝哲         | 獲獎 |
| 2003年 | 第24屆青龍電影獎          | 最佳新人女演員 | 林秀晶         | 獲獎 |
| 2003年 | 第24屆青龍電影獎          | 最佳新人女演員 | 文瑾瑩         | 提名 |
| 2003年 | 第24屆青龍電影獎          | 最佳女配角     | 廉晶雅         | 提名 |
| 2003年 | 第4屆釜山電影評論家協會獎 | 最佳新人女演員 | 林秀晶         | 獲獎 |
| 2003年 | 第4屆釜山電影評論家協會獎 | 評審團特別獎   | 金知雲         | 獲獎 |
| 2003年 | 第4屆釜山電影評論家協會獎 | 最佳攝影       | 李模介         | 獲獎 |
| 2003年 | 第6屆韓國導演選擇獎       | 年度新人女演員 | 林秀晶         | 獲獎 |
| 2003年 | 第6屆韓國導演選擇獎       | 年度女演員     | 廉晶雅         | 獲獎 |

### 電影節
2003年
- 第3屆光州國際電影節
- 第4屆價值春天電影節

2004年
- 第15屆夕張國際企劃電影節（英语：Yubari International Fantastic Film Festival）
- 第22屆布魯塞爾國際奇幻影展

2007年
- 第6屆紐約韓國電影節

2013年
- 第2屆亞特蘭大大韓民國電影節

2014年
- 第21屆熱拉梅國際奇幻電影節（英语：Festival international du film fantastique de Gérardmer）

2016年
- 第12屆濟州電影節
- 第22屆沃苏勒亚洲国际电影节

2018年
- 第36屆布魯塞爾國際奇幻影展

2019年
- 第23屆富川國際奇幻電影節

2023年
- 第30屆熱拉梅國際奇幻電影節（英语：Festival international du film fantastique de Gérardmer）

## 外部連結
- NAVER上《鬼魅》的資料
- Daum上《鬼魅》的資料

- 韩国电影数据库（KMDb）上《鬼魅》的資料
- 互联网电影数据库（IMDb）上《鬼魅》的资料（英文）
- AllMovie上《鬼魅》的资料（英文）
- Box Office Mojo上《鬼魅》的資料（英文）
- Metacritic上《鬼魅》的資料（英文）
- 爛番茄上《鬼魅》的資料（英文）
- 《鬼魅》在HanCinema的页面（英文）